# Alfombra Yomut
La alfombra Yomut es un tipo de alfombra tradicionalmente tejida a mano por los Yomut, una de las tribus principales de Turkmenistán. Un diseño Yomut, junto con los diseños de las otras cuatro tribus más importantes, como las alfombras Ersari, aparece en el escudo y bandera de Turkmenistán.